# Promozione Lombardia 1980-1981
Nella stagione 1980-1981 la Promozione era il sesto livello del calcio italiano (il massimo livello regionale). Qui vi sono le statistiche relative al campionato in Lombardia e nella provincia di Piacenza, gestiti dal Comitato Regionale Lombardo.
Il campionato è strutturato in vari gironi all'italiana su base regionale, gestiti dai Comitati Regionali di competenza. Promozioni alla categoria superiore e retrocessioni in quella inferiore non erano sempre omogenee; erano quantificate all'inizio del campionato dal Comitato Regionale secondo le direttive stabilite dalla Lega Nazionale Dilettanti, ma flessibili, in relazione al numero delle società retrocesse dalla Serie D e perciò, a seconda delle varie situazioni regionali, la fine del campionato poteva avere degli spareggi sia di promozione che di retrocessione.
Questo è il campionato regionale della regione Lombardia, ma fino alla stagione 1994-1995 la provincia di Piacenza è stata di competenza del Comitato Regionale Lombardo così come la provincia di Mantova è stata gestita dal Comitato Regionale Emilia-Romagna.

## Girone A

### Squadre partecipanti
| Club                   | Città                   |
| ---------------------- | ----------------------- |
| A.C. Biassono          | Biassono (MI)           |
| U.S. Caronnese         | Caronno Pertusella (VA) |
| S.G. Gallaratese       | Gallarate (VA)          |
| U.S. Lomazzo           | Lomazzo (CO)            |
| U.S. Lonatese          | Lonate Pozzolo (VA)     |
| U.S. Malnatese         | Malnate (VA)            |
| A.C. Meda Mobili       | Meda (MI)               |
| U.S. Padernese         | Paderno Dugnano (MI)    |
| A.C. Real Bariana      | Bariana di Lainate (MI) |
| U.S. Robbiano          | Giussano (MI)           |
| Sondrio Sportiva       | Sondrio (SO)            |
| A.C. Tradate           | Tradate (VA)            |
| F.C. Verbano Calcio    | Cocquio Trevisago (VA)  |
| A.S. Vergiatese        | Vergiate (VA)           |
| A.S. Viggiù            | Viggiù (VA)             |
| A.S. Vis Nova Giussano | Giussano (MI)           |

### Classifica finale
|  | Pos. | Squadra           | Pt | G  | V  | N  | P  | GF | GS | DR |
|  | ---- | ----------------- | -- | -- | -- | -- | -- | -- | -- | -- |
|  | 1.   | Sondrio           | 44 | 30 | 17 | 10 | 3  | 45 | 16 |    |
|  | 2.   | Gallaratese       | 40 | 30 | 14 | 12 | 4  | 34 | 16 |    |
|  | 3.   | Tradate           | 39 | 30 | 15 | 9  | 6  | 44 | 26 |    |
|  | 4.   | Verbano           | 38 | 30 | 13 | 12 | 5  | 32 | 27 |    |
|  | 5.   | Vergiatese        | 36 | 30 | 13 | 10 | 7  | 38 | 24 |    |
|  | 6.   | Robbiano          | 31 | 30 | 9  | 13 | 8  | 24 | 24 |    |
|  | 7.   | Padernese         | 30 | 30 | 7  | 16 | 7  | 34 | 40 |    |
|  | 7.   | Viggiù            | 30 | 30 | 9  | 12 | 9  | 29 | 24 |    |
|  | 9.   | Lomazzo           | 28 | 30 | 9  | 10 | 11 | 26 | 33 |    |
|  | 10.  | Caronnese         | 27 | 30 | 6  | 15 | 9  | 22 | 27 |    |
|  | 10.  | Real Bariana      | 27 | 30 | 7  | 13 | 10 | 27 | 37 |    |
|  | 10.  | Vis Nova Giussano | 27 | 30 | 6  | 15 | 9  | 25 | 28 |    |
|  | 13.  | Biassono          | 24 | 30 | 6  | 12 | 12 | 24 | 35 |    |
|  | 14.  | Malnatese         | 24 | 30 | 7  | 10 | 13 | 34 | 41 |    |
|  | 15.  | Meda Mobili       | 24 | 30 | 6  | 12 | 12 | 31 | 35 |    |
|  | 16.  | Lonatese          | 11 | 30 | 3  | 5  | 22 | 16 | 52 |    |

Legenda:
      Promosso in Interregionale 1981-1982.
      Ammesso agli  spareggi promozione.
      Retrocesso in Prima Categoria 1981-1982.
Regolamento:
Due punti a vittoria, uno a pareggio, zero a sconfitta.
Note:
Malnatese e Meda Mobili classificate grazie ai peggiori scontri diretti nei confronti del Biassono.

## Girone B

### Squadre partecipanti
| Club                  | Città                   |
| --------------------- | ----------------------- |
| Pol. Albinese         | Albino (BG)             |
| U.S. Brembillese      | Brembilla (BG)          |
| A.C. Brugherio        | Brugherio (MI)          |
| A.S. Cologno Monzese  | Cologno Monzese (MI)    |
| G.S. Concorezzese     | Concorezzo (MI)         |
| Pol. Curno            | Curno (BG)              |
| S.S. Fulgor Canonica  | Canonica d'Adda (BG)    |
| A.S.C. Leffe          | Leffe (BG)              |
| U.S. Ponte San Pietro | Ponte San Pietro (BG)   |
| A.C. Poroton Almè     | Almè (BG)               |
| A.C. Pro Sesto        | Sesto San Giovanni (MI) |
| U.S. Stezzanese       | Stezzano (BG)           |
| U.S. Suisio           | Suisio (BG)             |
| C.S. Trevigliese      | Treviglio (BG)          |
| S.S. Tritium 1908     | Trezzo sull'Adda (MI)   |
| A.C. Verdello         | Verdello (BG)           |

### Classifica finale
|  | Pos. | Squadra          | Pt  | G   | V   | N   | P   | GF  | GS  | DR  |
|  | ---- | ---------------- | --- | --- | --- | --- | --- | --- | --- | --- |
|  | 1.   | Trevigliese      | 44  | 30  | 18  | 8   | 4   | 44  | 14  | +30 |
|  | 2.   | Leffe            | 41  | 30  | 15  | 11  | 4   | 39  | 18  | +21 |
|  | 3.   | Brugherio        | 39  | 30  | 14  | 11  | 5   | 39  | 18  | +21 |
|  | 4.   | Ponte San Pietro | 36  | 30  | 11  | 14  | 5   | 27  | 18  | +9  |
|  | 5.   | Tritium 1908     | 35  | 30  | 13  | 9   | 8   | 31  | 20  | +11 |
|  | 6.   | Cologno Monzese  | 34  | 30  | 10  | 14  | 6   | 35  | 25  | +10 |
|  | 7.   | Verdello         | 32  | 30  | 10  | 12  | 8   | 29  | 29  | 0   |
|  | 8.   | Concorezzese     | 30  | 30  | 10  | 10  | 10  | 24  | 23  | +1  |
|  | 8.   | Pro Sesto        | 30  | 30  | 10  | 10  | 10  | 32  | 32  | 0   |
|  | 10.  | Brembillese      | 28  | 30  | 9   | 10  | 11  | 27  | 30  | -3  |
|  | 11.  | Stezzanese       | 26  | 30  | 7   | 12  | 11  | 26  | 32  | -6  |
|  | 11.  | Poroton Almè     | 26  | 30  | 9   | 8   | 13  | 29  | 42  | -13 |
|  | 13.  | Fulgor Canonica  | 24  | 30  | 7   | 10  | 13  | 25  | 42  | -17 |
|  | 14.  | Curno            | 21  | 30  | 6   | 9   | 15  | 29  | 44  | -15 |
|  | 15.  | Suisio           | 18  | 30  | 2   | 14  | 14  | 15  | 36  | -21 |
|  | 16.  | Albinese         | 16  | 30  | 5   | 6   | 19  | 19  | 47  | -28 |
|  |      |                  | 480 | 480 | 156 | 168 | 156 | 470 | 470 | 0   |

Legenda:
      Promosso in Interregionale 1981-1982.
      Ammesso agli  spareggi promozione.
      Retrocesso in Prima Categoria 1981-1982.
Regolamento:
Due punti a vittoria, uno a pareggio, zero a sconfitta.

## Girone C

### Squadre partecipanti
| Club                    | Città                     |
| ----------------------- | ------------------------- |
| F.C. Aurora Travagliato | Travagliato (BS)          |
| U.S. Bedizzolese        | Bedizzole (BS)            |
| A.C. Carpenedolo        | Carpenedolo (BS)          |
| A.C. Castelleonese      | Castelleone (CR)          |
| A.C. Codogno            | Codogno (MI)              |
| A.C. Crema              | Crema (CR)                |
| U.S. Darfo Boario       | Darfo Boario Terme (BS)   |
| G.S. Falck Vobarno      | Vobarno (BS)              |
| A.C. Lumezzane          | Lumezzane (BS)            |
| U.S. Melegnanese        | Melegnano (MI)            |
| U.S. Offanenghese       | Offanengo (CR)            |
| A.S. Ospitaletto        | Ospitaletto (BS)          |
| A.C. Pro Palazzolo      | Palazzolo sull'Oglio (BS) |
| G.S. Rovato             | Rovato (BS)               |
| S.C. Soncino            | Soncino (CR)              |
| U.S. Soresinese S.p.a   | Soresina (CR)             |

### Classifica finale
|  | Pos. | Squadra            | Pt  | G   | V   | N   | P   | GF  | GS  | DR  |
|  | ---- | ------------------ | --- | --- | --- | --- | --- | --- | --- | --- |
|  | 1.   | Ospitaletto        | 42  | 30  | 17  | 8   | 5   | 47  | 23  | +24 |
|  | 2.   | Codogno            | 42  | 30  | 17  | 8   | 5   | 51  | 26  | +25 |
|  | 3.   | Lumezzane          | 39  | 30  | 14  | 11  | 5   | 47  | 24  | +23 |
|  | 4.   | Darfo Boario       | 36  | 30  | 11  | 14  | 5   | 36  | 18  | +18 |
|  | 4.   | Crema              | 36  | 30  | 13  | 10  | 7   | 35  | 24  | +11 |
|  | 6.   | Pro Palazzolo      | 34  | 30  | 8   | 18  | 4   | 32  | 22  | +10 |
|  | 7.   | Soncino            | 32  | 30  | 11  | 10  | 9   | 26  | 23  | +3  |
|  | 8.   | Aurora Travagliato | 30  | 30  | 6   | 18  | 6   | 27  | 25  | +2  |
|  | 8.   | Falck Vobarno      | 30  | 30  | 8   | 14  | 8   | 33  | 36  | -3  |
|  | 10.  | Melegnanese        | 28  | 30  | 9   | 10  | 11  | 32  | 38  | -6  |
|  | 10.  | Carpenedolo        | 28  | 30  | 7   | 14  | 9   | 29  | 33  | -4  |
|  | 12.  | Soresinese         | 26  | 30  | 8   | 10  | 12  | 26  | 32  | -6  |
|  | 13.  | Offanenghese       | 25  | 30  | 6   | 13  | 11  | 29  | 41  | -12 |
|  | 14.  | Bedizzolese        | 25  | 30  | 7   | 11  | 12  | 24  | 31  | -7  |
|  | 15.  | Castelleonese      | 14  | 30  | 2   | 10  | 18  | 26  | 64  | -38 |
|  | 16.  | Rovato             | 13  | 30  | 2   | 9   | 19  | 18  | 56  | -38 |
|  |      |                    | 480 | 480 | 146 | 188 | 146 | 516 | 516 | 0   |

Legenda:'
       Va allo spareggio promozione e lo vince. Promosso in Interregionale 1981-1982.
      Ammesso agli  spareggi promozione fra le seconde classificate.
      Retrocesso in Prima Categoria 1981-1982.
Regolamento:
Due punti a vittoria, uno a pareggio, zero a sconfitta.
Note:
Bedizzolese classificata grazie ai peggiori scontri diretti nei confronti dell'Offanenghese.

### Spareggio promozione
|             | Risultato |         | Luogo e data                     |  |
| ----------- | --------- | ------- | -------------------------------- |  |
| Ospitaletto | 1 - 0     | Codogno | Ponte San Pietro, 31 maggio 1981 |  |
|             |           |         |                                  |  |

## Girone D

### Squadre partecipanti
| Club                       | Città                        |
| -------------------------- | ---------------------------- |
| A.S. Abbiategrasso         | Abbiategrasso (MI)           |
| F.C. Casteggio 1898        | Casteggio (PV)               |
| A.S. Castelnovese          | Castelnuovo Scrivia (AL)     |
| F.C. Corbetta              | Corbetta (MI)                |
| U.S. Fiorenzuola           | Fiorenzuola d'Arda (PC)      |
| Pol. Folgore Cisliano      | Cisliano (MI)                |
| A.C. Magenta               | Magenta (MI)                 |
| Pol. Medese                | Mede (PV)                    |
| A.C. Mottese               | Motta Visconti (MI)          |
| U.S. Pontolliese           | Ponte dell'Olio (PC)         |
| U.S. Portalberese          | Portalbera (PV)              |
| A.C. Pro Piacenza 1919     | Piacenza (PC)                |
| A.S. Robbio                | Robbio (PV)                  |
| S.G. Stradellina Primavera | Stradella (PV)               |
| A.S. Sancolombano Calcio   | San Colombano al Lambro (MI) |
| F.C. Vigevano 1979         | Vigevano (PV)                |

### Classifica finale
|  | Pos. | Squadra               | Pt | G  | V  | N  | P  | GF | GS | DR  |
|  | ---- | --------------------- | -- | -- | -- | -- | -- | -- | -- | --- |
|  | 1.   | Abbiategrasso         | 47 | 30 | 20 | 7  | 3  | 46 | 16 | +30 |
|  | 2.   | Fiorenzuola           | 41 | 30 | 16 | 9  | 5  | 47 | 32 | +15 |
|  | 3.   | Casteggio 1898        | 40 | 30 | 17 | 6  | 7  | 50 | 28 | +22 |
|  | 4.   | Medese                | 38 | 30 | 12 | 14 | 4  | 39 | 25 | +14 |
|  | 5.   | Corbetta              | 37 | 30 | 14 | 9  | 7  | 40 | 30 | +10 |
|  | 6.   | Portalberese          | 35 | 30 | 12 | 11 | 7  | 43 | 30 | +13 |
|  | 7.   | Folgore Cisliano      | 31 | 30 | 12 | 7  | 11 | 47 | 44 | +3  |
|  | 8.   | Magenta               | 30 | 30 | 9  | 12 | 9  | 36 | 32 | +4  |
|  | 9.   | Mottese               | 29 | 30 | 9  | 11 | 10 | 38 | 33 | +5  |
|  | 10.  | Vigevano 1979         | 28 | 30 | 10 | 8  | 12 | 36 | 35 | +1  |
|  | 10.  | Robbio                | 28 | 30 | 10 | 8  | 12 | 41 | 48 | -7  |
|  | 12.  | Castelnovese          | 27 | 30 | 8  | 11 | 11 | 40 | 45 | -5  |
|  | 13.  | Pro Piacenza          | 25 | 30 | 9  | 7  | 14 | 31 | 43 | -12 |
|  | 14.  | Stradellina Primavera | 18 | 30 | 5  | 8  | 17 | 29 | 61 | -32 |
|  | 15.  | Pontolliese           | 16 | 30 | 6  | 4  | 20 | 30 | 50 | -20 |
|  | 16.  | Sancolombano          | 10 | 30 | 2  | 6  | 22 | 25 | 66 | -41 |

Legenda:
      Promosso in Interregionale 1981-1982.
      Ammesso agli  spareggi promozione.
      Retrocesso in Prima Categoria 1981-1982.
Regolamento:
Due punti a vittoria, uno a pareggio, zero a sconfitta.

## Spareggi promozione fra le seconde classificate
A seguito dell'ampliamento degli organici della ex Serie D che si trasforma in Interregionale la Lega Nazionale Dilettanti assegnò all'inizio della stagione alla Lombardia 5 promozioni. Promosse le vincenti dei 4 gironi, il 5º posto fu conteso dalle squadre seconde classificate mediante spareggi in campo neutro.
|             | Risultati |             | Luogo e data                     |  |
| ----------- | --------- | ----------- | -------------------------------- |  |
| Leffe       | 1 - 1     | Codogno     | Pandino, 7 giugno 1981           |  |
| Fiorenzuola | 0 - 0     | Gallaratese | Pavia, 7 giugno 1981             |  |
|             |           |             |                                  |  |
| Leffe       | 3 - 0     | Gallaratese | Trezzo sull'Adda, 14 giugno 1981 |  |
| Codogno     | 1 - 1     | Fiorenzuola | Cremona, 14 giugno 1981          |  |
|             |           |             |                                  |  |
| Leffe       | 0 - 0     | Fiorenzuola | Pandino, 21 giugno 1981          |  |
| Codogno     | 0 - 0     | Gallaratese | Vigevano, 21 giugno 1981         |  |
|             |           |             |                                  |  |

### Classifica finale
|  | Pos. | Squadra     | Pt | G | V | N | P | GF | GS | DR |
|  | ---- | ----------- | -- | - | - | - | - | -- | -- | -- |
|  | 1.   | Leffe       | 4  | 3 | 1 | 2 | 0 | 4  | 1  | +3 |
|  | 2.   | Codogno     | 3  | 3 | 0 | 3 | 0 | 2  | 2  | 0  |
|  | 3.   | Fiorenzuola | 3  | 3 | 0 | 3 | 0 | 1  | 1  | 0  |
|  | 4.   | Gallaratese | 2  | 3 | 0 | 2 | 1 | 0  | 3  | -3 |

Legenda:
      Promosso in Campionato Interregionale 1981-1982.
Regolamento:
Due punti a vittoria, uno a pareggio, zero a sconfitta.